# Platypus Ridge
Platypus Ridge är en bergstopp i Antarktis. Den ligger i Östantarktis. Nya Zeeland gör anspråk på området. Toppen på Platypus Ridge är 639 meter över havet.
Terrängen runt Platypus Ridge är kuperad åt nordväst, men åt sydost är den platt. En vik av havet är nära Platypus Ridge åt nordväst. Trakten är obefolkad. Det finns inga samhällen i närheten.